# Stiftsbibliothek St. Gallen

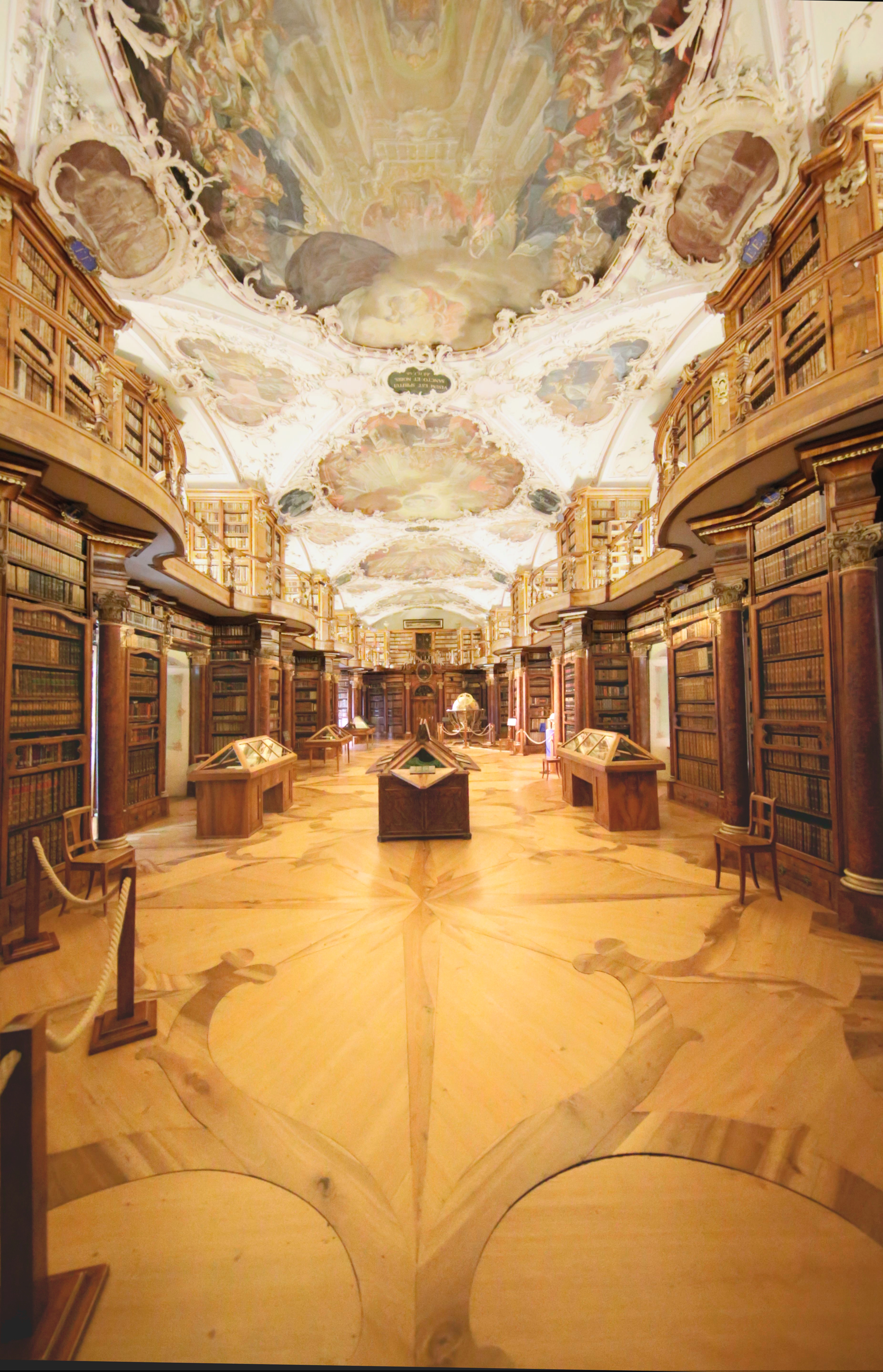
Barocksaal der Stiftsbibliothek St. Gallen

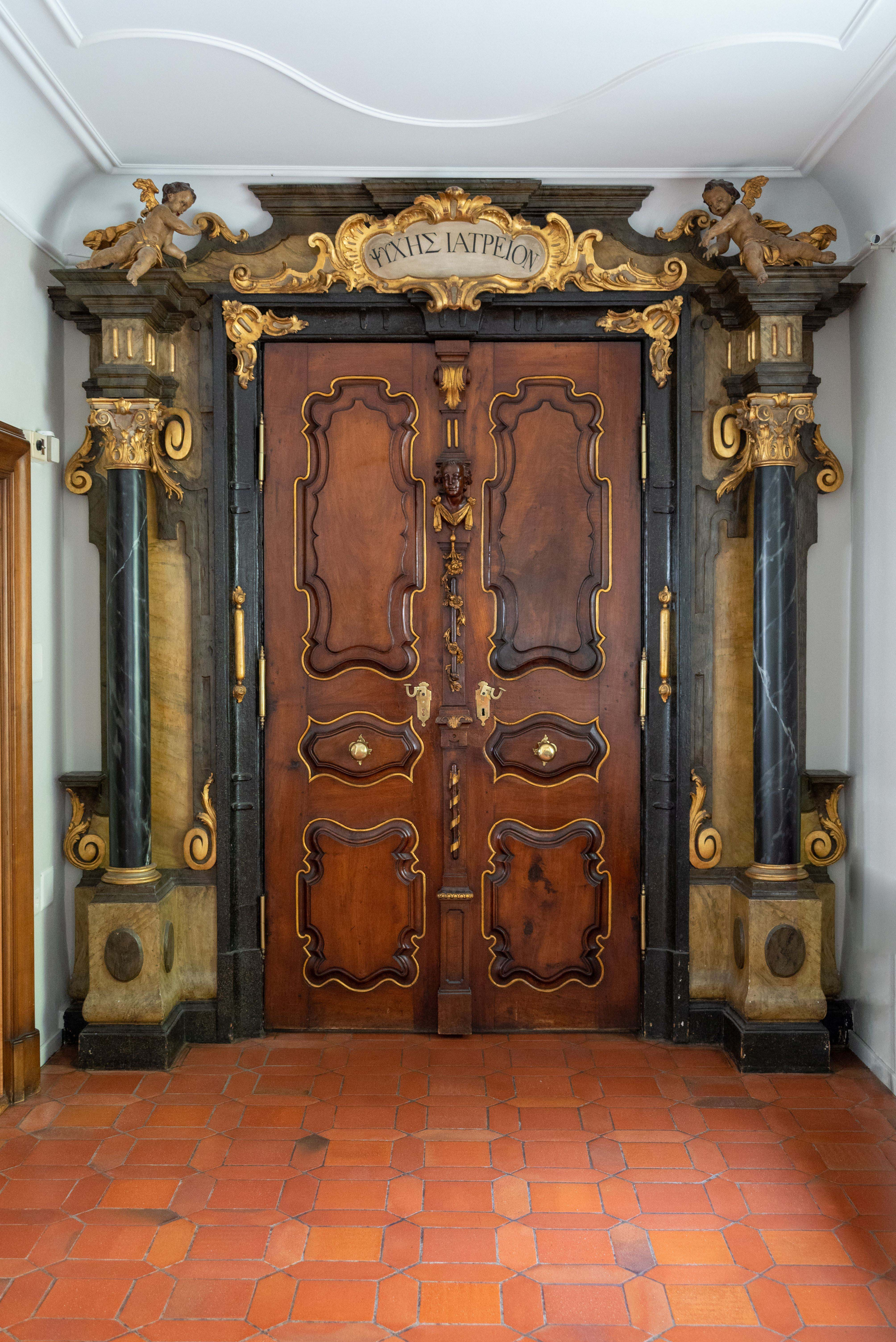
Portal der Stiftsbibliothek St. Gallen.

Die Stiftsbibliothek St. Gallen ist die Stiftsbibliothek des ehemaligen Benediktinerstifts St. Gallen.
Dieses ging hervor aus der Zelle, die der irische Mönch St. Gallus um 612 im Hochtal der Steinach gründete. Die durch Gallus gegründete Stiftsbibliothek St. Gallen gehört zu den bedeutendsten historischen Bibliotheken der Welt. Sie ist die einzige der grossen Klosterbibliotheken des Frühmittelalters, deren qualitativ hervorragender Bestand vom 8. Jahrhundert bis heute einigermassen intakt beisammengeblieben ist. Sie besitzt 2100 Handschriften, verzeichnet als Codices Sangallenses, weiter 1650 Inkunabeln (Druckwerke bis 1500) und Frühdrucke (gedruckt zwischen 1501 und 1520), insgesamt etwa 170'000 Bücher und andere Medien.
Im Jahr 1983 wurde die Bibliothek zusammen mit dem Stiftsbezirk St. Gallen ins UNESCO-Weltkulturerbe aufgenommen.
Die Dokumente im Stiftsarchiv und in der Stiftsbibliothek St. Gallen wurden 2017 zum Weltdokumentenerbe erklärt.

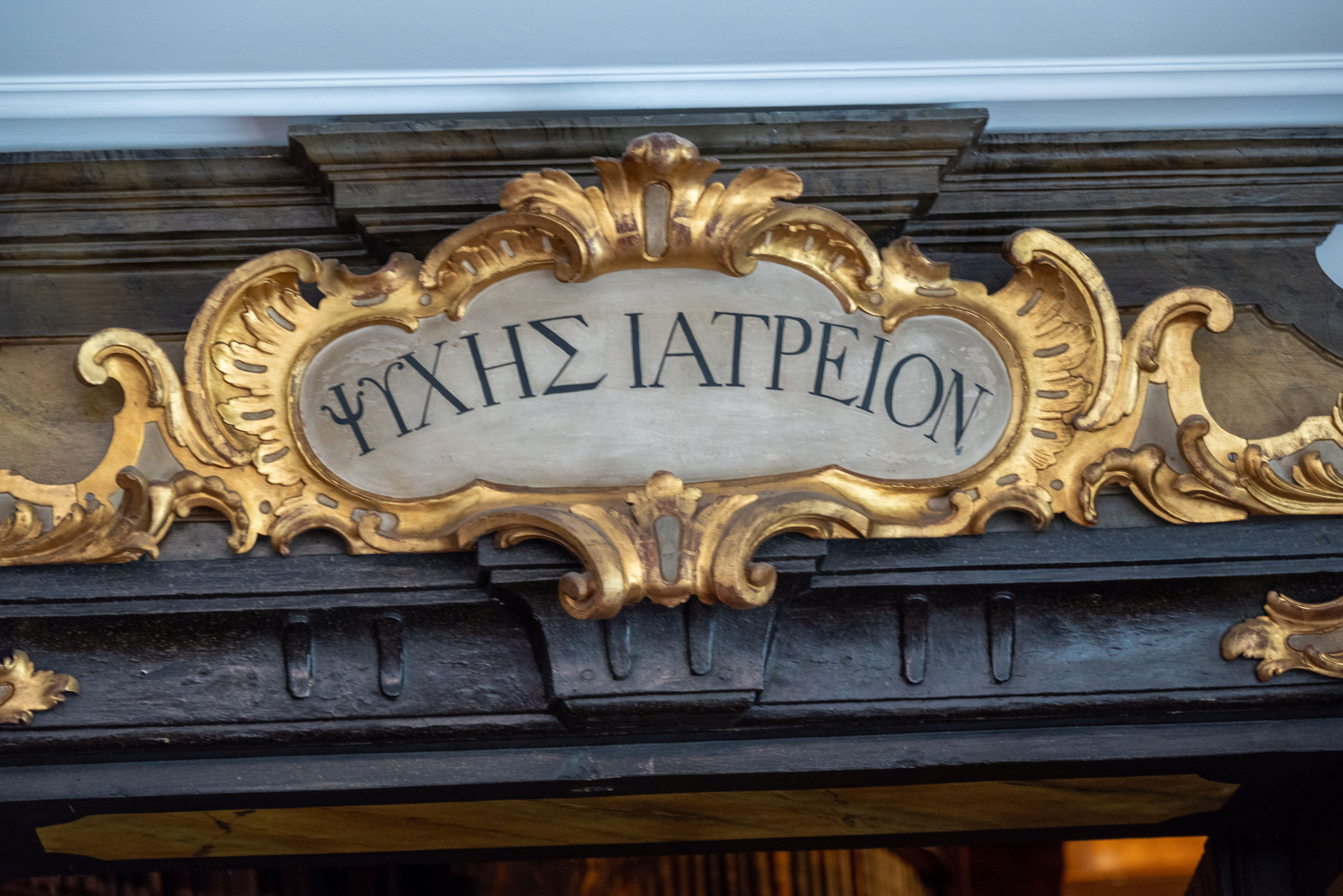
Inschrift über dem Portal in griechischer Sprache: PSYCHES IATREION - Heilstätte der Seele oder Seelen-Apotheke

## Bedeutung und Geschichte

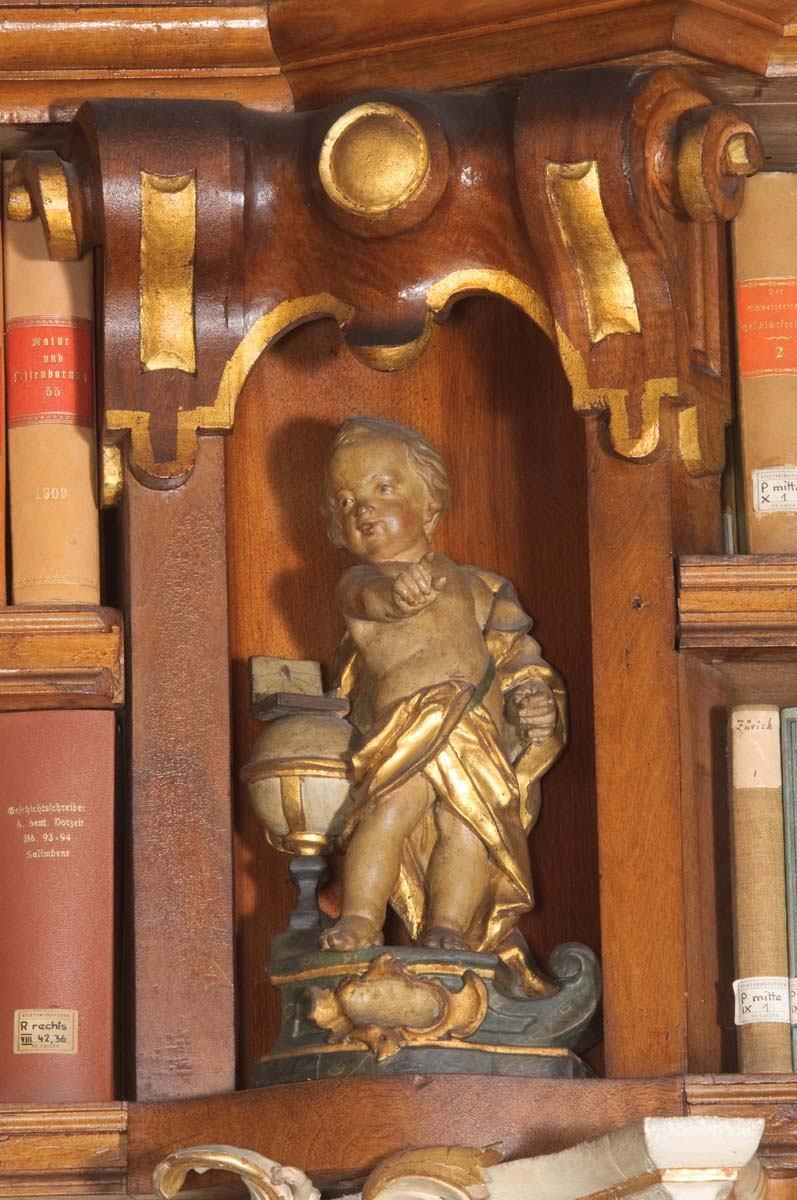
Putte Geograph, eine von insgesamt 20 Putten in der Stiftsbibliothek St. Gallen

Um den heiligen Gallus und die von ihm gegründete Zelle scharten sich noch zu seinen Lebzeiten Schüler. Auch nach Gallus’ Tod – vermutlich um 640/650 – vermochte die Eremitenzelle die Jahrzehnte zu überdauern. 719 übernahm der Alemanne Otmar von St. Gallen die Leitung der Gemeinschaft und baute sie zu einer benediktinischen Reichsabtei aus, die ihre erste wirtschaftliche, religiöse und geistige Blüte im 9. Jahrhundert erlebte. Die für den Gebrauch in Gottesdienst, Schule und Verwaltung benötigten Handschriften stellten die Mönche in ihrem eigenen Skriptorium (Schreibwerkstatt) her, das im Kloster St. Gallen seit der Mitte des 8. Jahrhunderts nachweisbar ist.
140 Mönche sind als Urkundenschreiber bis zum Jahr 1000 bezeugt. Etwa zwanzig Prozent der Urkunden wurden im Kloster verfasst. Das Gallusgrab stellte einen Anziehungspunkt für Pilger dar, die ihre Wallfahrt mit einer Schenkung an das Kloster verbanden, die vor Ort beurkundet wurde. In der Regel schrieben die Mönche die Urkunden und fungierten auch als Zeugen. Um das Jahr 764 allerdings brachte ein gewisser Amalbert den Priester Hiltirich als Schreiber und acht Männer als Zeugen mit, um zwei Hörige und die Höfe in Klengen für sein Seelenheil dem Kloster zu schenken (ChSG 47). Die Zahl der beteiligten Personen war unterschiedlich. Bei der Bestätigung der Übertragung des Grafen Udalrich an sein Hauskloster in Aadorf am 30. März 895 war sogar der ganze Konvent mit hundert Mönchen in der Kirche zugegen. Achtzig Prozent der Urkunden wurden nicht im Kloster selbst verfasst, sondern an einem der etwa 250 Orte, die dem Kloster St. Gallen gehörten.
Die Zahl der Handschriften im Kloster St. Gallen wuchs ständig. Abt Gozbert entwickelte zusammen mit den im Archiv arbeitenden Mönchen eine für die damalige Zeit ungewöhnliche Systematik für die Neuordnung des Archivs. In anderen Klöstern etablierte sich nach und nach die Praxis, den Text der vielen einzelnen Urkunden in ein Buch abzuschreiben. Dies führte jedoch zur Vernachlässigung und häufig dem Verlust der Originale. Im Archiv von Sankt Gallen beschritt man einen anderen Weg. Die Pilger zum Grab des Heiligen Gallus kamen aus dem Thurgau, aber auch aus dem Oberaargau, Breisgau, Albgau, Hegau, Linz- und Argengau, Alpgau und dem Baarengebiet, wo das Kloster über Besitz verfügte. Diese Gebiete wurden für die Aufbewahungssystematik in 36 geografische Bezirke eingeteilt und diese entsprechend nummeriert. Es ist jedoch keine Karte mit der Einteilung erhalten geblieben. Auf den gefalteten Urkunden wurde aussen die Abkürzung der lateinischen Bezeichnung für Kapitel (capitulum) cap., cp. oder nur c. vermerkt, gefolgt von der römischen Zahl, die die Besitzlandschaft bezeichnete. Die anschliessende Aufbewahrung in einem der 36 Fächer führte immerhin dazu, dass ein Viertel des ursprünglichen Urkundenbestandes erhalten blieb.
Der älteste, zwischen 860 und 865 entstandene Katalog der Hauptbibliothek verzeichnet, nach Fachgebieten geordnet, mit 294 Eintragungen insgesamt 426 Titel. Dazu kamen noch eine Schul- und eine Kirchenbibliothek sowie Büchersammlungen einzelner Mönche.
Durch den Ungarneinfall von 926 und die Feuersbrunst von 937 gingen etliche Handschriften verloren. Grössere Verluste konnten allerdings dank der Inklusin Wiborada verhindert werden. Diese hatte den Ungarneinfall vorhergesehen, so dass die Handschriften auf die Insel Reichenau in Sicherheit gebracht werden konnten. Wiborada selbst wurde von den als Ungarn bezeichneten Magyaren in ihrer Zelle erschlagen. Als erste Frau der Kirchengeschichte wurde sie 1047 vom Papst offiziell heiliggesprochen. Sie gilt heute als Patronin der Bibliotheken und der Bücherfreunde.
Auch die Reformationswirren um 1529 brachten der Bibliothek keine grossen Einbussen, da sich der Reformator und Bürgermeister der Stadt, Joachim von Watt (1484–1551, genannt Vadian) als Humanist des Wertes der Bibliothek bewusst war. Er selbst legte mit vielen Schriften den Grundstein für die heute Vadiana genannte Bibliothek der Stadt St. Gallen.
Allerdings wurden im Laufe der Jahrhunderte etliche Handschriften von hochrangigen Würdenträgern weg gebracht. Die bedeutendsten Verluste erlitt die Bibliothek im Toggenburgerkrieg 1712, als die siegreichen Zürcher und Berner Truppen das Kloster besetzten und zahlreiche Handschriften und Drucke nach Zürich und Bern führten. Der daraus entstandene «Kulturgüterstreit» zwischen St. Gallen und Zürich konnte 2006 mit einem Vermittlungsverfahren durch den Bundesrat beigelegt werden. Die im Rahmen dieser Einigung hergestellte Kopie des St. Galler Globus ist seit 2009 in der Stiftsbibliothek ausgestellt. Ausserdem gab die Zentralbibliothek Zürich der Stiftsbibliothek 40 Handschriften zurück. Gleichzeitig schenkte die Zürcher Regierung der Stiftsbibliothek das vor der Mitte des 9. Jahrhunderts entstandene Fragment der ältesten erhaltenen Lebensbeschreibung von Gallus, die sogenannte Vita Vetustissima.
Während der Revolutionsjahre 1797 bis 1804 wurde die Manuskriptensammlung nach Mehrerau, Füssen und Stams im Tirol ausgelagert und so gerettet.
1805, zwei Jahre nach der Kantonsgründung, wurde die Fürstabtei St. Gallen aufgelöst, die bis zuletzt eines der bedeutendsten, blühendsten und gelehrtesten Klöster des Abendlandes gewesen war. Die Stiftsbibliothek sowie das Stiftsarchiv blieben an ihren angestammten Orten erhalten. Der Bestand der Bibliothek ging 1813 vollständig in den Besitz des neu gegründeten katholischen Konfessionsteils des Kantons St. Gallen, der öffentlich-rechtlichen Körperschaft der St. Galler Katholiken, über.

## Handschriftensammlung – ältestes deutsches Buch

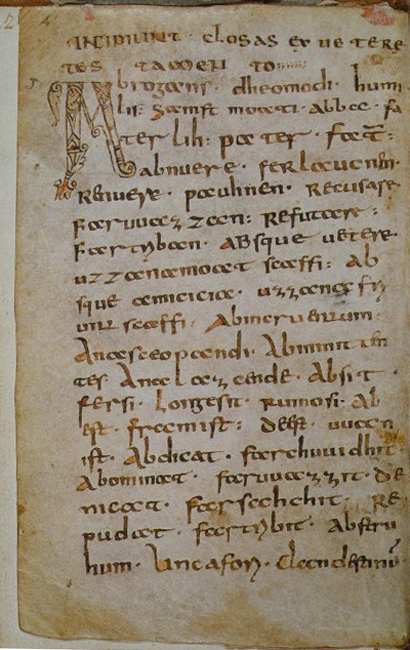
Erste Seite des Abrogans (Codex Sangallensis 911)

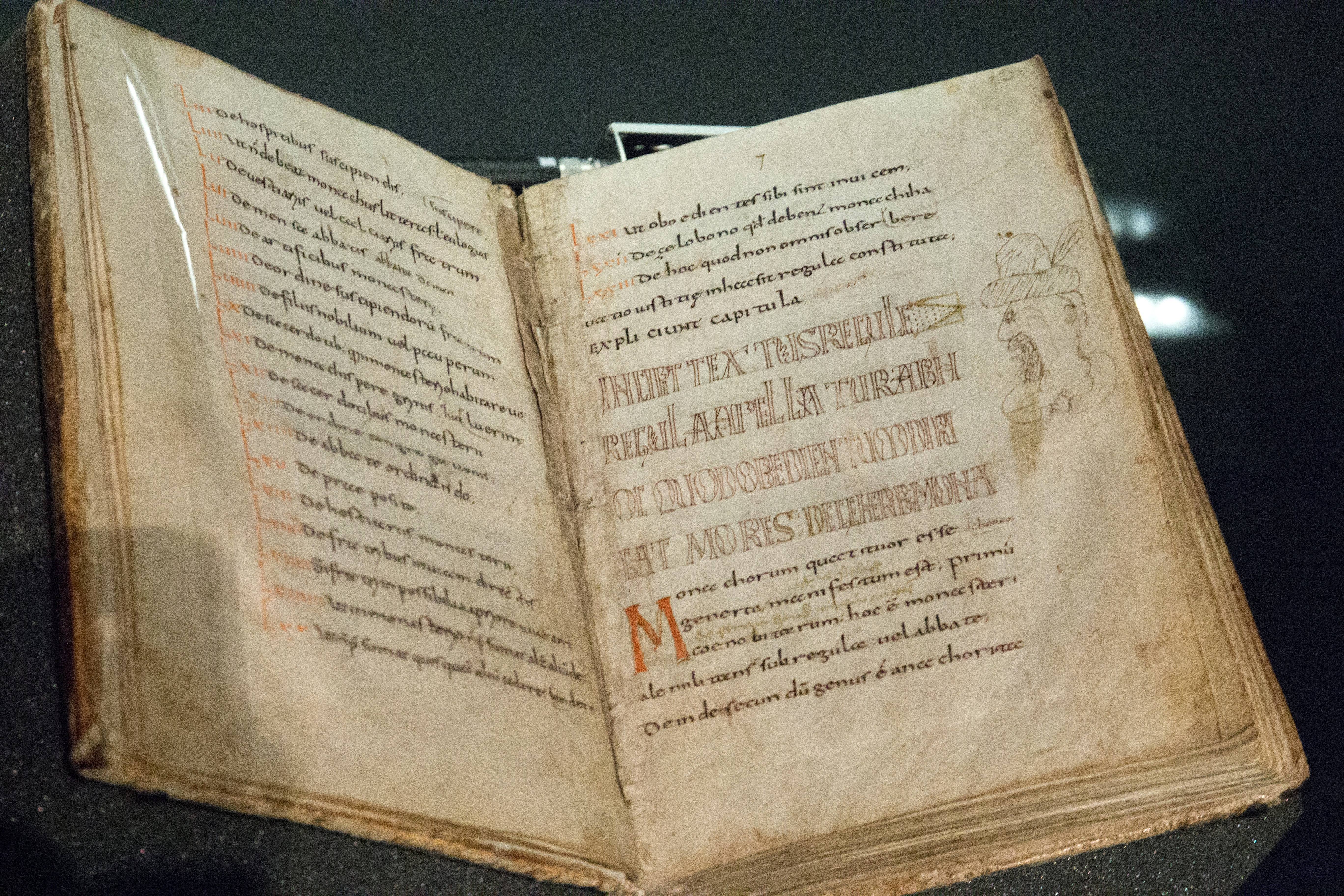
Regula Benedicti (Codex Sangallensis 914)

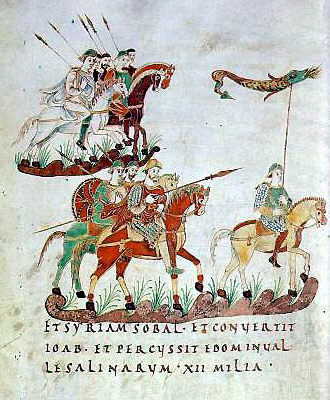
Aus dem Goldenen Psalter: Der Feldzug des Joab

Dass der Stiftsbezirk St. Gallen 1983 von der UNESCO in den Rang eines Weltkulturerbes erhoben wurde, liegt vor allem an der Handschriftensammlung der Stiftsbibliothek. Trotz grosser Verluste verfügt das Stiftsarchiv über die einzige klösterliche Urkundensammlung aus der Zeit der Merowinger und Karolinger, die weitgehend im Original erhalten ist. 857 Urkunden wurden zwischen 700 und 1000 verfasst. Rund 400 Handschriften von etwa 2100 stammen aus der Zeit vor dem Jahr 1100, also aus der eigentlichen Blütezeit des Klosters St. Gallen.
Das Skriptorium und die Buchmalerei können ab 760 in St. Gallen nachgewiesen werden und stehen im engen Zusammenhang mit dem St. Gallener Mönch Winithar. Dieser trat um 759 in das von Otmar neu geordnete Kloster am Gallusgrab ein und prägte es als Dekan und als Stellvertreter des oft abwesenden Abts wesentlich. Mindestens drei in der Stiftsbibliothek noch immer erhaltende Handschriften hat er ganz geschrieben (Cod. Sang 70, 238 und 907) und bei mindestens vier mitgewirkt. Winithar hat den Aufbau des Skriptoriums vorangetrieben, auch wenn es noch Probleme mit uneinheitlicher Tinte oder der Beschaffung von Pergament gab.
Unter den Handschriften befinden sich das textgeschichtlich dem Original am nächsten stehende Exemplar der Benediktsregel, künstlerisch bedeutende Handschriften wie der Folchart-Psalter, der Goldene Psalter und das Evangelium Longum mit den Elfenbeintafeln des Tuotilo von St. Gallen oder wichtige Handschriften zur Entwicklung der deutschen Sprache, darunter das palimpsestierte Glossar Codex Sangallensis 912 als eine der ältesten Bibliothekshandschriften, das älteste deutsche Buch, der Abrogans mit dem Vater unser des Codex Sangallensis 911, sowie die Übersetzungen Notkers des Deutschen (Notker III.). Eine Sammelhandschrift von Ekkehard IV. aus der Zeit zwischen 1000 und 1057 ist der Liber Benedictionum (Codex Sangellensis 393).
Die Neumenhandschriften aus dieser Zeit, insbesondere diejenigen aus dem Codex Sangallensis 359, haben für die Restitution des Gregorianischen Chorals grosse Bedeutung. Bekannt ist die Stiftsbibliothek St. Gallen ausserdem für ihre Sammlung frühmittelalterlicher irischer Handschriften, die grösste ihrer Art auf dem europäischen Kontinent.
Ein weiteres bedeutendes Dokument jener Zeit, das noch heute in der Stiftsbibliothek aufbewahrt wird, ist der St. Galler Klosterplan. Diesen ältesten erhaltenen Bauplan Europas und wohl auch der Welt schufen zwei Mönche des Klosters Reichenau, darunter der Bibliothekar Reginbert, im Hinblick auf die Neubauten von Abt Gozbert wohl im Austausch mit St. Galler Mönchen in den Jahren zwischen 819 und 830. Der Plan gibt detaillierte Angaben dazu, wie ein grosses karolingisches Kloster aussah und wird in der Forschung breit diskutiert.
Ein für die germanistische Mediävistik bedeutendes Dokument besitzt die Stiftsbibliothek mit der sogenannten Nibelungen-Handschrift B, der ältesten Sammelhandschrift mittelhochdeutscher höfischer Epik. Das um das Jahr 1260 im Alpenraum entstandene Manuskript enthält bekannte Werke wie den Parzival und den Willehalm des Dichters Wolfram von Eschenbach, das Nibelungenlied mit der an das Heldenepos anschliessenden Klage sowie den Karl des Strickers.
Als Besonderheit gilt die ägyptische Mumie der Schepenese, die sich seit 1836 zusammen mit ihren Särgen im Eigentum der Bibliothek befindet. Ihre Lebenszeit wird von ungefähr 650 bis 610 v. Chr. angegeben.

## Bibliothekssaal
Der Büchersaal der Stiftsbibliothek, kunstvoll geschmückt und in seinen Proportionen ausgewogen, wird als der schönste nicht-kirchliche Barockraum der Schweiz und als einer der in ihrer Form vollendetsten Bibliotheksbauten der Welt angesehen. Der Saal wurde von 1758 bis 1767 unter den Äbten Cölestin II. Gugger von Staudach und Beda Angehrn erbaut.
Über dem mit Säulen flankierten Portal des Barocksaals enthält eine Kartusche die griechische Inschrift ΨYXHΣ IATPEION, was frei übersetzt «Heilstätte der Seele» oder «Seelen-Apotheke» heisst. Der Saal ist in der Form einer fünfjochigen Wandpfeilerhalle angelegt. Auf halber Höhe befindet sich rund um den Saal herum eine Galerie. In der Länge wechseln sich Bücherschränke und Fensternischen wellenförmig ab. Die Pfeiler sind in die Halle eingerückt und an den Ecken mit korinthischen Ziersäulen verstärkt. Zwischen solchen und flachen Pilastern stehen die Bücher in vergitterten Büchergestellen.
Besonders schützenswert ist der Fussboden aus Tannenholz, in dem vier grosse Sterne und rankenartige Schlingungen in Nussbaumholz eingelassen sind. Der Saal darf nur mit Filzpantoffeln betreten werden. Die kunstvollen Inneneinrichtungen aus Holz wurden in der klostereigenen Werkstatt hergestellt.

Decke des Barocksaals. Die grossen Bilder in der Mitte sind von oben nach unten: Konzil von Nizäa, Konstantinopel, Ephesos und Calcedon. Jeweils über der versammelten Menge ein Bildnis Gottes mit Jesus und Maria (ausser bei Nizäa), die wesentlichen Streitpunkte darstellend

Die Decke ist mit zahlreichen kunstvollen Stuckaturen und Gewölbebildern ausgestattet. Ein Teil der Bildfolge nimmt Bezug auf die Funktion einer Klosterbibliothek. Die grössten Bilder stellen die vier ersten ökumenischen Konzilien dar (Nizäa 325, Konstantinopel 381, Ephesus 431, Chalcedon 451). In den seitlichen so genannten Seitenkappen sind die Kirchenlehrer sinnbildlich dargestellt. Kleinere Grisaille-Malereien zeigen die Wissenschaftspflege des Klosters. Gemälde der beiden Bauherren Cölestin Gugger (1740–1767) und Beda Angehrn (1767–1796) sind an den Schmalseiten des Saals in Höhe der Galerie angebracht. Eine Eisentüre auf der Südseite der Galerie führt ins nicht zugängliche ehemalige Handschriftenkabinett mit wertvollen Intarsienarbeiten aus der Klosterschreinerei.

## Baugeschichte

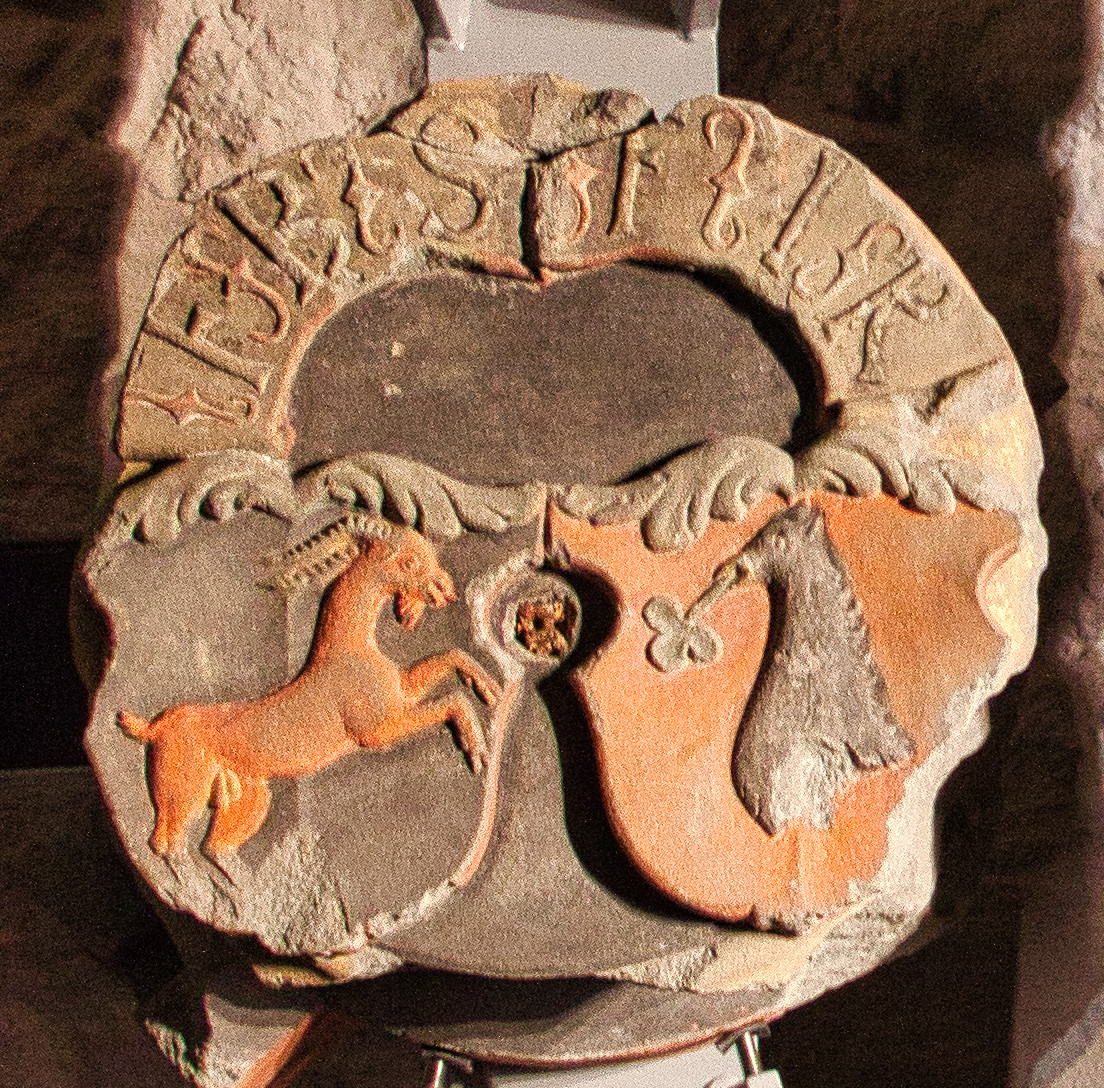
Schlussstein mit Wappen eines Mönchs aus dem kreuzgewölbten Vorgängerbau der Stiftsbibliothek, erbaut 1551–1553

Archäologische Ausgrabungen von 1963 bis 1967 in der Stiftskirche St. Gallen brachten unter anderem 266 Bauskulpturen ans Licht, die teilweise im so genannten «Gewölbekeller» der Stiftsbibliothek ausgestellt sind. Ein kleiner allseitig bearbeiteter Sandsteinquader, der auf seiner gerahmten Schauseite ein Relief mit einem Blumenornament zeigt, zeugt von einem Bau vor der Regularisierung der koinobitischen Gemeinschaft rund um das Grab des Gallus.
Ungefähr ab dem Jahre 720 organisierte Abt Othmar die Zelle neu. Steinbauten mit bauplastischem Schmuck entstanden. Die Hauptkirche umfasste auch eine Krypta. Funde von Schranken, Pfosten, Platten, Säulchen, ein Kapitell und Balken stammen aus dieser Zeit. Die Bauskulpturen bestanden aus Sandstein und waren nie gefasst. Wiederverwendete Mosaikfragmente belegen, dass der Bau vor 830 mit Mosaiken geschmückt war.
Abt Gozbert ging ungefähr ab dem Jahr 820 das Projekt eines Neubaus der Klosterkirche an. In diesem Zusammenhang entstand der St. Galler Klosterplan. Dieser stellt die ideale Gestaltung einer Klosteranlage zur Karolingerzeit dar. In der europäischen Geschichte ist er das früheste Dokument, das einen eigenen Bau für eine Bibliothek und eine Schreibwerkstatt ausweist. Allerdings liess Abt Gozbert seine Neubauten nicht streng nach diesem Plan ausführen. Aus dieser Zeit stammen Werksteine, die zwischen 1963 und 1966 ausgegraben wurden. Es sind Basen, Säulen- und Pfeilerkapitelle und Kämpfer. Wie petrografische Untersuchungen ergaben, handelt es sich um Molassesandstein, der in der Region abgebaut wurde. Diese Werkstein waren nie gefasst. Beschädigungen und historische Reparaturen zeigen, dass sie wiederverwendet wurden. Darauf weisen auch die in die Seiten geschlagenen Löcher bei Kämpfern und Kapitellen. Sie stammen von der Wiederverwendung der Stücke und dienten zum Einhaken der Zangen, mit denen die Steine gehoben und verschoben wurden.
Die zwischen 1963 und 1967 im Klosterbezirk von St. Gallen archäologisch zu Tage geförderten Bauplastiken bilden laut Faccani und Schindler ein international herausragendes Ensemble, das Abt Gozbert für seine mächtige Klosterkirche schaffen liess. Nirgends nördlich der Alpen seien mit den Kapitellen vergleichbar grosse Werkstücke für die Zeit um 830 nachgewiesen. Gleiches gelte für die ausserordentliche und verblüffend grosse Formen- und Stilvielfalt, mit der die Steinhauer die Kapitelle und Kämpfer gestalteten.
Seit dem späten 9. Jahrhundert bewahrte man die Handschriften im befestigten Fluchtturm auf, dem nach seinem Erbauer benannten Hartmut-Turm. Dank dieser Sicherheitsmassnahme von Abt Hartmut überstanden die Handschriften den Klosterbrand von 937 und die beiden verheerenden Stadtbrände von 1314 und 1418 unbeschadet. Zwischen 1551 und 1553 ersetzte Fürstabt Diethelm Blarer den unzeitgemäss gewordenen Turm durch ein eigentliches Bibliotheksgebäude. Der Hartmut-Turm wurde 1666 abgerissen. Das neue Bibliotheksgebäude im Stil der Spätgotik oder Frührenaissance kam südlich der Klosterkirche zu stehen. Das war ungefähr die Stelle, an der sich heute der barocke Westflügel befindet. Zwölf polychrome Schlusssteine schmückten die kreuzgewölbte Halle. Reste jener Schlusssteine sind im «Gewölbekeller» der Stiftsbibliothek ausgestellt.
Fürstabt Cölestin II. Gugger von Staudach liess ab 1758 die Bibliothek des 16. Jahrhunderts abreissen und an derselben Stelle einen Neubau errichten. Dazu beauftragte er die gleichen Meister und Künstler, die damals auch die Stiftskirche erbauten und ausstatteten. Der Konstanzer Baumeister Peter Thumb führte 1758 den Gebäudeflügel auf; die Brüder Johann Georg und Matthias Gigl aus Wessobrunn verzierten von 1761 bis 1762 den doppelstöckigen Saal mit ihren Stuckarbeiten und 1762 und 1763 malte Josef Wannenmacher von der Schwäbischen Alb die Deckengemälde. Von 1764 bis 1766 schuf Klosterbruder Gabriel Loser mit seinen Mitarbeitern die reiche Holzverkleidung und von 1766 bis 1767 veredelte und schützte der Fassmaler das spätbarocke Gesamtkunstwerk mit Farbe, Öl, Gold und Firnis. Um der kostbaren Handschriftensammlung einen angemessenen Raum zu bieten, wurde gleichzeitig mit der Bibliothek auch ein schönes Manuskriptenkabinett geschaffen.

## Gegenwart

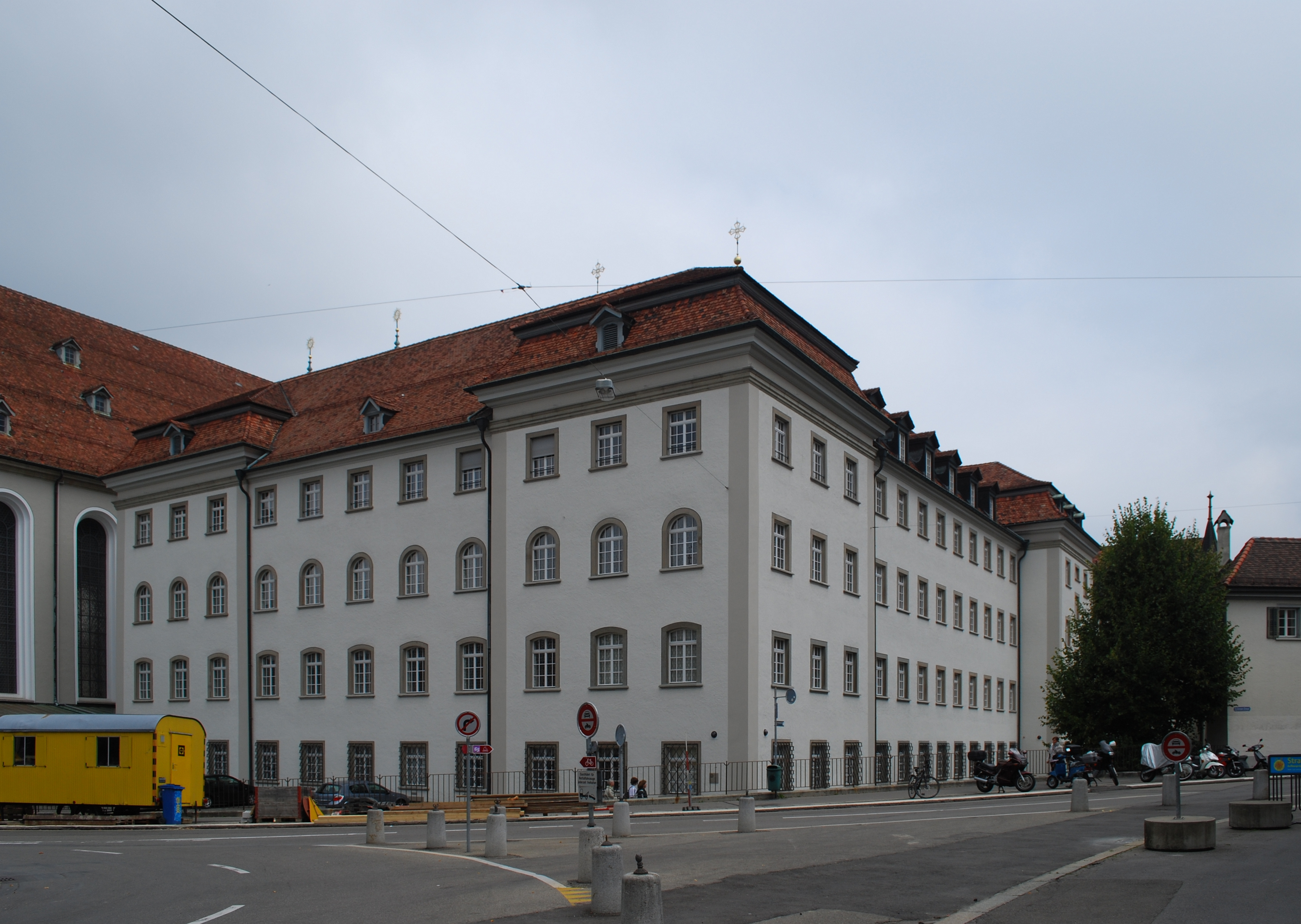
Der Nordwestflügel des Klosterbezirks von aussen. Die Stiftsbibliothek befindet sich im ersten und zweiten Stockwerk

Heute dient die Stiftsbibliothek St. Gallen einerseits als Museum mit jährlich wechselnden Ausstellungen, in denen sie Stücke ihrer Manuskript- und Inkunabelbestände zeigt. Andererseits ist sie weiterhin aktive Leihbibliothek, die allen Interessierten zur Benutzung frei steht. Als Fachbibliothek mit Schwerpunkt Mediävistik, Codicologie und Paläographie wird sie von Forschenden aus der ganzen Welt genutzt. Sie besitzt rund 170'000 Bücher und andere Medien, von denen die nach 1900 erschienenen Dokumente ausgeliehen werden können. Zudem können die älteren gedruckten Bücher im Lesesaal benutzt werden. Die Handschriften und Inkunabeln hingegen können nicht ausgeliehen werden und auch die Einsichtnahme im Lesesaal ist nur in Ausnahmefällen möglich.
Um die Lektüre und Betrachtung der Handschriften dennoch einer breiteren Nutzerschaft zu ermöglichen, werden die mittelalterlichen und eine Auswahl von frühneuzeitlichen Codices seit 2002 im Rahmen des Projekts «Codices Electronici Sangallenses» (CESG) digitalisiert und seit 2007 durch eine virtuelle Bibliothek zur Verfügung gestellt. Im Herbst 2021 waren 700 digitalisierte Handschriften verfügbar.

## Trivia
Der Schweizer Schriftsteller Thomas Hürlimann, Neffe des ehemaligen Stiftsbibliothekars Johannes Duft, verbrachte als Knabe einen Sommer bei seinem Onkel in der Bibliothek. Diese Zeit hat der Autor in seiner Novelle Fräulein Stark (2001) literarisch verarbeitet.